# 夏泊半島

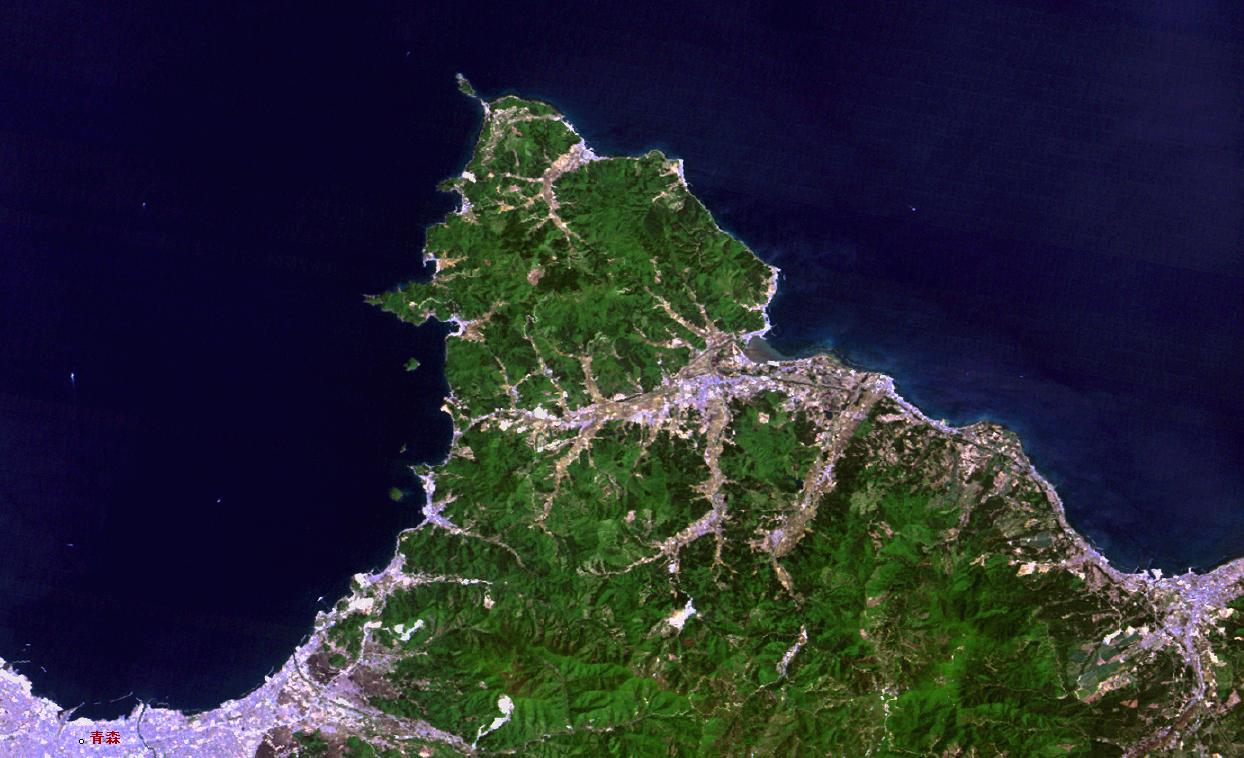
夏泊半島的衛星圖片

夏泊半島（日语：／ Natsudomari hantō */?），位于青森縣中央，陸奧灣南部，將津輕半島下北半島合圍形成的陸奧灣一分為二，東部為野邊地灣，西部為青森灣。半島地形以山地為主（夏泊山地），為奧羽山脈的一支。當地海岸綿長，風景秀麗。由于距青森市較近，成為野營，海水浴等短期旅行的著名觀光地。此外，半島西部還有淺蟲溫泉。

## 自然
全境皆為淺蟲夏泊縣立自然公園的指定區域。西海岸因海水侵蝕，有峽灣景觀分布。東海岸作為最北端的茶花生長地聞名日本，當地約有一萬余株野生山茶花，被視作寶貴的自然遺產。半島根部的淺所海岸是著名的天鵝棲息地。

## 地質
早第三系的立石層（黑硅石・石灰巖・凝灰巖）覆蓋于中新世的地層之上，但分界不明顯，互有交叉。中新世的地層主要由火山碎屑巖，火山角礫巖，凝灰巖和溶巖構成。

## 產業
旅游業，漁業發達。其中扇貝養殖尤其著名。